# Robby Kevlishvili
Robby Kevlishvili (15 april 2001) is een Nederlands schaker en internationaal grootmeester (GM).

## Schaakcarrière
Kevlishvili werd al jong lid van schaakvereniging SV Promotie te Zoetermeer. In 2013 werd hij vierde op het Wereldkampioenschap jeugdschaken dat werd gehouden in de Verenigde Arabische Emiraten. Kevlishvili is ook een goede snelschaker. Op zijn 15e werd Kevlishvili internationaal meester (IM). Hij werd toen getraind door onder andere Merijn van Delft en Ivan Sokolov. Kevlishvili won in 2018 het Daniël Noteboom-toernooi en het open kampioenschap van Gouda. Hij haalde zijn drie grootmeesternormen in de Grenke Open in Karlsruhe (2018), de Czech Open (2020) en in Parijs in 2021. 
Naast het schaken studeert Kevlishvili economie aan de universiteit van Saint Louis (Missouri, VS).